# FC Maruyasu Okazaki
FC Maruyasu Okazaki (jap. FCマルヤス岡崎 Efu Shī Maruyasu Okazaki) ist ein japanischer Fußballverein aus Okazaki in der Präfektur Aichi. Der Verein spielt seit 2014 in der Japan Football League.

## Geschichte
Der Verein wurde 1968 als Firmenmannschaft des Automobilzulieferers Maruyasu Kōgyō (engl. Maruyasu Industries) unter dem Namen Maruyasu Kōgyō no Soccer-bu (マルヤス工業のサッカー部, Maruyasu Industries SC) gegründet. In den ersten Jahren in den Ligen der Präfektur Aichi fuhr man fast ausschließlich Meisterschaften ein, was letztlich in den Aufstieg in die Tōkai-Regionalliga zur Saison 1976 gipfelte. Dort konnte man sich in den folgenden Jahrzehnten zumeist als Mittelfeldteam ohne größere Ambitionen nach oben oder unten etablieren. In der Saison 2013 gewann man die Regionalliga-Meisterschaft, was mit der Qualifikation für die nationalen Regionalligen-Finalrunde verbunden war. Dort scheiterte man zwar bereits in der Vorrunde; bedingt durch die Gründung der J3 League zur kommenden Saison und auf Einladung der Japan Football League an alle Teilnehmer der Finalrunde bewarb man sich dennoch erfolgreich um einen der freigewordenen Plätze in der JFL.
Obwohl der Verein nach wie vor eine Firmenmannschaft ist und inzwischen offiziell den Namen Maruyasu Kōgyō K.K. FC (マルヤス工業株式会社フットボールクラブ Maruyasu Kōgyō Kabushiki-gaisha Futtobōru Kurabu) trägt, entschied man sich dennoch dazu, das JFL-Team unter dem Namen FC Maruyasu Okazaki zu melden, um so einen größeren Zuspruch bei den Anhängern zu erhalten.

## Erfolge
- Tōkai Adult Soccer League (Division 2)

1. Platz: 2004
- Tōkai Adult Soccer League (Division 1)

1. Platz: 2013

## Stadion
Der Verein trägt seine Heimspiele im Nagoya Minato Stadium (jap. 名古屋市港サッカー場, Nagoya-shi Minato Sakka-jo) in Nagoya in der Präfektur Aichi aus. Das Stadion, dessen Eigentümer die Stadt 	Nagoya ist, hat ein Fassungsvermögen von 20.000 Zuschauern.
Koordinaten: 35° 4′ 33,9″ N, 136° 51′ 2,4″ O

## Spieler
Stand: April 2022
| Nr. |       | Position | Name               |
| --- | ----- | -------- | ------------------ |
| 1   | Japan | TW       | Ryota Yamada       |
| 2   | Japan | AB       | Shogo Muraoka      |
| 3   | Japan | AB       | Natsuki Takeda     |
| 4   | Japan | MF       | Takafumi Hosomi    |
| 5   | Japan | AB       | Masayuki Tokutake  |
| 6   | Japan | AB       | Yuki Otsuka        |
| 7   | Japan | MF       | Jin Shioya         |
| 8   | Japan | MF       | Kazuya Oguri       |
| 9   | Japan | ST       | Tatsuma Sakai      |
| 10  | Japan | MF       | Takumi Okabe       |
| 11  | Japan | MF       | Yuhi Hayashi       |
| 13  | Japan | MF       | Masaki Sakamoto    |
| 14  | Japan | ST       | Yuki Mizutani      |
| 15  | Japan | MF       | Tsubasa Aoki       |
| 16  | Japan | MF       | Hidemi Jinushizono |
| 17  | Japan | AB       | Haruto Ito         |

| Nr. |       | Position | Name              |
| --- | ----- | -------- | ----------------- |
| 18  | Japan | ST       | Yuki Takahashi    |
| 19  | Japan | MF       | Takumi Fujiwara   |
| 20  | Japan | MF       | Yuga Harashina    |
| 21  | Japan | TW       | Satoshi Tokizawa  |
| 23  | Japan | MF       | Hitoshi Nishimura |
| 24  | Japan | AB       | Kazuma Eguchi     |
| 25  | Japan | ST       | Daigoro Shirakawa |
| 26  | Japan | AB       | Kazuki Ninomiya   |
| 27  | Japan | ST       | Kōhei Mishima     |
| 28  | Japan | MF       | Shō Hanai         |
| 29  | Japan | MF       | Yuto Miyadera     |
| 30  | Japan | MF       | Jin Shiomi        |
| 33  | Japan | AB       | Atsuto Tatara     |
| 34  | Japan | MF       | Yūta Murase       |
| 35  | Japan | AB       | Teruyuki Moniwa   |
| 41  | Japan | TW       | Eitaro Tsunoi     |

## Trainerchronik
Stand: März 2025
| Trainer           | Nation | von             | bis               |
| ----------------- | ------ | --------------- | ----------------- |
| Yasuhiro Yamamura | Japan  | 1. Januar 2014  | 31. Dezember 2016 |
| Motomasa Oe       | Japan  | 1. Januar 2017  | 22. August 2017   |
| Ryūji Kitamura    | Japan  | 23. August 2017 | 31. Juli 2021     |
| Hiroyasu Ibata    | Japan  | 1. August 2021  | heute             |

## Saisonplatzierung
| Saison | Liga                                   | Platz | Kaiserpokal         |
| ------ | -------------------------------------- | ----- | ------------------- |
| 2003   | Tōkai Adult Soccer League (Division 2) | 3.    | 2. Runde            |
| 2004   | Tōkai Adult Soccer League (Division 2) | 1. ▲  |                     |
| 2005   | Tōkai Adult Soccer League (Division 1) | 5.    |                     |
| 2006   | Tōkai Adult Soccer League (Division 1) | 5.    |                     |
| 2007   | Tōkai Adult Soccer League (Division 1) | 6.    |                     |
| 2008   | Tōkai Adult Soccer League (Division 1) | 6.    |                     |
| 2009   | Tōkai Adult Soccer League (Division 1) | 6.    |                     |
| 2010   | Tōkai Adult Soccer League (Division 1) | 3.    |                     |
| 2011   | Tōkai Adult Soccer League (Division 1) | 7.    |                     |
| 2012   | Tōkai Adult Soccer League (Division 1) | 3.    |                     |
| 2013   | Tōkai Adult Soccer League (Division 1) | 1. ▲  |                     |
| 2014   | Japan Football League                  | 14.   |                     |
| 2015   | Japan Football League                  | 13.   | 1. Runde            |
| 2016   | Japan Football League                  | 14.   |                     |
| 2017   | Japan Football League                  | 9.    | 2. Runde            |
| 2018   | Japan Football League                  | 13.   |                     |
| 2019   | Japan Football League                  | 11.   |                     |
| 2020   | Japan Football League                  | 16.   | 3. Runde            |
| 2021   | Japan Football League                  | 14.   |                     |
| 2022   | Japan Football League                  | 5.    | Qualifikationsrunde |
| 2023   | Japan Football League                  | 8.    | Erste Runde         |
| 2024   | Japan Football League                  | 13.   |                     |